# Springdale, Ohio
Springdale là một thành phố thuộc quận Hamilton, tiểu bang Ohio, Hoa Kỳ. Năm 2010, dân số của thành phố này là 11223 người.

## Dân số
- Dân số năm 2000: 10563 người.
- Dân số năm 2010: 11223 người.